# 149e régiment de chars et d'automoteurs lourds
Pour les articles homonymes, voir 149e régiment et 149e brigade.
Le 149e régiment de chars et d'automoteurs lourds (en russe : 149-й тяжёлый Танкосамоходный полк, numéro d'unité militaire 36821), est une unité blindée de l'Armée de terre soviétique. Elle est créée pendant la Seconde Guerre mondiale sous le nom de 149e brigade de chars (en russe : 159-я танковая бригада) sans être engagée au combat.

## Histoire

### Seconde Guerre mondiale
La 149e brigade de chars est formée à partir de juin 1942 au centre d'entraînement automobile de Gorki (aujourd'hui Nijni Novgorod). Subordonnée au centre d'entrainement des blindés de Naro-Fominsk, la brigade reste sur le territoire du district militaire de Moscou,. 

### Guerre froide
La 149e brigade de chars est transformée le 24 juillet 1945 en 149e régiment de chars et d'automoteurs lourds,, subordonné au nouveau district militaire de Gorki (pl). À partir de novembre 1945, le régiment passe à la 24e division mécanisée (en). Il est dissous en 1957 quand la 24e division mécanisée est transformée en division de fusiliers motorisés.